# (6622) Matvienko
(6622) Matvienko es un asteroide perteneciente al cinturón exterior de asteroides, región del sistema solar que se encuentra entre las órbitas de Marte y Júpiter.
Fue descubierto el 5 de septiembre de 1978 por Nikolái Stepánovich Chernyj desde el Observatorio Astrofísico de Crimea.

## Designación y nombre
Designado provisionalmente como 1978 RG1, fue nombrado en honor a Volodymyr Matvienko (n. 1938), economista ucraniano, autor de numerosas obras sobre economía y banca, y miembro de la Academia Ucraniana de Ciencias Ecológicas. También es poeta, y algunas de sus obras poéticas han sido musicalizadas. 

## Características orbitales
Matvienko está situado a una distancia media del Sol de 3,235 ua, pudiendo alejarse hasta 3,983 ua y acercarse hasta 2,487 ua. Su excentricidad es 0,231 y la inclinación orbital 1,791 grados. Emplea 2125,31 días en completar una órbita alrededor del Sol.
Los próximos acercamientos a la órbita de Júpiter ocurrirán el 19 de octubre de 2027, el 13 de febrero de 2039 y el 9 de abril de 2050.

## Características físicas
La magnitud absoluta de Matvienko es 13,49. Tiene 10,029 km de diámetro y su albedo se estima en 0,092.